# Lepanthes caroli-lueri
Lepanthes caroli-lueri är en orkidéart som beskrevs av Bogarín och Franco Pupulin. Lepanthes caroli-lueri ingår i släktet Lepanthes och familjen orkidéer. Inga underarter finns listade i Catalogue of Life.